# Carex pallidula
Carex pallidula là một loài thực vật có hoa trong họ Cói. Loài này được Harmaja mô tả khoa học đầu tiên năm 2005.